# Kristina Kovač
Cristina Covaci sau Kristina Kovács (în sârbă: Kristina Kovač/Кристина Ковач; n. 10 noiembrie 1974, Belgrad, RS Serbia, RSF Iugoslavia) este o compozitoare și cântăreață sârbă, fiica cea mijlocie a compozitorului Kornelije Kovač. Împreună cu sora sa, Alexandra, a făcut parte din formația pop K2, populară în anii 1990 în Iugoslavia.
1. ↑  CONOR.SI[*] Verificați valoarea |titlelink= (ajutor)